# Campionati europei di concorso completo 1959
I Campionati europei di concorso completo 1959 si sono svolti a Harewood in Gran Bretagna.

## Podi
| Evento           | Oro                | Argento      | Bronzo         |
| Gara individuale | Hans Schwarzenbach | Frank Weldon | Derek Allhusen |
| Gara a squadre   | Germania Ovest     | Regno Unito  | Francia        |

## Medagliere
| Posiz. | Nazione        | Oro | Argento | Bronzo | Totale |
| ------ | -------------- | --- | ------- | ------ | ------ |
| 1      | Svizzera       | 1   | 0       | 0      | 1      |
| 1      | Germania Ovest | 1   | 0       | 0      | 1      |
| 3      | Regno Unito    | 0   | 2       | 1      | 3      |
| 2      | Francia        | 0   | 0       | 1      | 1      |
| Totale | Totale         | 2   | 2       | 2      | 6      |